# Британская экспедиция в Тибет
Брита́нская экспеди́ция в Тибе́т (также Британское вторжение в Тибет) — акт агрессии Британской империи по отношению к Тибету в 1903—1904 годах. Крупнейшая военная экспедиция последнего этапа Большой игры — интенсивного колониального и политического соперничества между Российской и Британской империями на протяжении второй половины XIX — начала XX века. Интервенция осуществлялась с помощью Британской индийской армии.

## Предпосылки
Усиление английского влияния в гималайских государствах (Непале, Бутане и Сиккиме) в первой половине XIX века привело к более тесным сношениям между Индией и Тибетом. В 1886 году лорд Дэферинг снарядил в Тибет торговую экспедицию Кольмана Макколея, которая однако не выходила за пределы Сиккима и по требованию маньчжуров вынуждена была возвратиться в Индию. Такая уступчивость ободрила тибетцев, которые заняли своими войсками Сикким и производили набеги на британскую территорию. В 1888 году была снаряжена военная экспедиция, которая нанесла тибетцам поражение и отбросила их к долине Чумби. В 1890 году в Калькутте было подписано англо-цинское соглашение о Сиккиме и Тибете, по которому признавался британский протекторат над Сиккимом, а британским подданным разрешалось торговать в Тибете. Тибетцы, однако, создавали помехи торговле с Индией, накладывая на купцов произвольные пошлины.
Приблизительно в то же время, после установления контроля над Средней Азией, границы Российской империи вплотную подошли к Восточному Туркестану, равнины которого непосредственно прилегали к Тибету. Более того, в последней четверти XIX века в регионе активизировалась деятельность российских исследователей. Британцы были обеспокоены тем фактом, что одним из наиболее активных фигур тибетского правительства стал выходец из России Агван Доржиев. Значимость этого присутствия была выдана за «шпионаж» проанглийски настроенными исследователями Тибета Экаем Кавагути и Сарат Чандра Дасом. В этот период имели место тревожившие англичан российские экспедиции Пржевальского и Козлова на тибетские окраины, а также Цыбикова и Норзунова в Лхасу.
Тибет представлял собой замкнутую из-за труднодоступности общность, жизнь которой базировалась на буддийских ценностях. Реальная власть принадлежала буддийскому духовенству. Тибет был зависимым государством от империи Цин, которая сама превратилась в объект колониальной экспансии Запада. В этот период Тибет оказался буферным государством между тремя державами: Российской и Британской империями, и ослабленной, но густонаселённой империей Цин.

## Кульминация конфликта
В 1901 году вице-король Индии лорд Керзон попытался вступить в переговоры с Далай-ламой XIII, но его письмо было возвращено нераспечатанным. В июне 1903 года в Тибет была выслана дипломатическая миссия полковника Янгхазбенда. Тибетцы затягивали переговоры, а затем вообще отказались от них, и миссия, пробыв в Камба-Дзонге до ноября, ни с чем вернулась в Индию.

## Соотношения сил
Англичане решили отправить в Тибет дипломатическую миссию, которую возглавлял полковник Янгхазбенд. Сопровождал миссию военный отряд во главе с бригадным генералом Джеймсом Мак-Дональдом. В состав отряда входили 23-й и 32-й сапёрные и 8-й гуркхский полк, пулемётная команда Королевского Норфолкского полка и команда мадрасских сапёров, всего около 3000 солдат. Кроме того, в экспедиции участвовало ещё 7000 человек для снабжения и прочих вспомогательных функций. Позднее англичане получали подкрепление, доведя численность войск до 4600 солдат.
Тибетцы пользовались преимущественно ружьями с фитильным замком, хотя были и более современные. В тибетской армии имелось некоторое количество ружей российского образца. В битвах иногда использовались малые пушки. Порох и олово производили в Тибете и складировались в большом количестве. У англичан были более современные, точные и дальнобойные винтовки, а также пулемёты Максима, кроме того англичане переигрывали тибетцев в стратегическом отношении, в результате чего в битвах обладали явным преимуществом.
Боевой дух тибетцев был очень высокий, они доверяли талисманам и заговорам, которые по их верованиям гарантировали неприкосновенность от пуль. После первой битвы, когда было убито много тибетцев, солдатам объяснили, что английские пули сделаны с примесью серебра, а талисманы действуют только на оловянные пули и нужны новые. Однако после нескольких поражений боевой дух тибетцев упал.

## Ход экспедиции
(в соответствии с описанием экспедиции полковника Лоуренса Остина Уодделла)

### Продвижение в Тибет и занятие Пагри

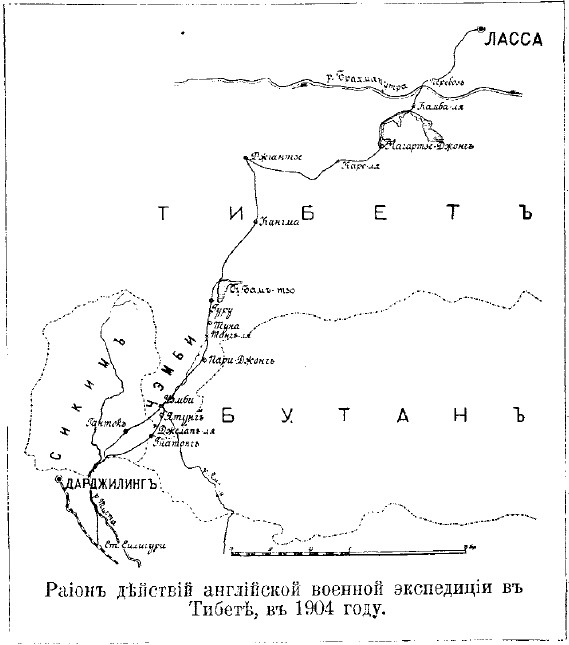
Путь английской экспедиции

Поход начался от Силигури, где у железнодорожной станции базировались английские войска.
Отряд, сосредоточенный в Сиккиме в течение ноября 1903 года, 1 декабря вступил в Тибет. Продвижение было внезапным. Войска перешли перевал Нату-Ла (4310 м), сгруппировались и к 13 декабря спустились в долину Чумби (2800 м). Никакого сопротивления оказано не было, в каменной стене, преграждающей ущелье, была открыта небольшая калитка, через которую просачивалось всё войско. Руководство долины и маньчжурские чиновники попытались запретить продвижение англичан, пообещав немедленно связаться с Лхасой и вызвать компетентных лиц для переговоров, но англичане отказались вести переговоры из-за отсутствия ответственных лиц высокого ранга с тибетской стороны. Тибетцы заявили формальный протест, но по причине значительного превосходства войска британцев вынуждены были подчиниться. Маньчжурские чиновники устроили приём для высшего английского офицерства.
Главные силы отряда остались в долине Чумби, а авангард в составе 4 рот и пулемётной команды выдвинулся на Пагри-дзонг (4300 м). Пагри, находясь на плато после крутого подъёма, был очень важен в стратегическом отношении. На дороге к перевалу было китайское укрепление в узком месте под высокой скалой — если бы тут была организована оборона, пробиться можно было только ценой очень больших потерь. Однако войска были отведены и в заграждении предусмотрительно оставлена открытая калитка.
В Пагри делегация тибетцев просила отряд вернуться, но город был занят «из военных соображений». Англичане при этом вели себя корректно с местным населением и оплачивали по твёрдым тарифам услуги по снабжению войска. Между тем к Пагри подошли чиновники и высшие ламы, настоятели монастырей Дрепунг, Сэра и Ганден, и запретили местному населению снабжать англичан продовольствием и топливом. Английское руководство выдвинуло ультиматум тибетским властям. Тибетцы, однако, стали отказываться вести переговоры до тех пор, пока англичане не отведут войска обратно к границе.
В Пагри был оставлен небольшой передовой отряд, а вся экспедиция вернулась в Чумби, готовясь к серьёзному походу. Снизу тянули телеграфные провода, войско поддерживало постоянную связь с Лондоном и узнавало оттуда свежие новости. Носильщики по частям подняли телеги и собрали их уже на тибетском плоскогорье.

### Продвижение к Туне и Гьянгдзе
С начала января 1904 года от Пагри войско стало перерассредотачиваться к урочищу Туна за перевалом Тангла (4580 м), на главное тибетское плато. В этом положении британские войска простояли до апреля 1904 года, устраивая свои сообщения. В пяти милях за Туной сосредоточилось тибетское войско, около 2000 человек, которое стремилось блокировать проход в Гьянгдзе.
К 30 марта весь отряд сосредоточился у Туны, а 31 марта он продвинулся к Гуру (Gulusun, 26°05′20″ с. ш. 89°16′37″ в. д., 4512 м), где состоялся первый бой с тибетцами. После неудавшихся переговоров английское войско долго маневрировало, потом в результате инцидента тибетский генерал выхватил мушкет у сипая и выстрелил, что было сигналом для тибетцев к атаке. Англичане быстро отреагировали, офицеры стали отстреливаться из ружей, а очередь из пулемёта рассеяла тибетское войско. Бой длился 10 минут, тибетские войска потеряли 300 убитых, 200 раненых и 200 пленных. Погиб также лхасский генерал. У британцев было только 13 раненых. Англичане оказали медицинскую помощь раненым, многие из них после лечения были отпущены. В деревне во многих домах оказались большие запасы пороха, которые были взорваны англичанами.
Остаток тибетского войска отошёл к северу. 4 апреля англичане стали продвигаться дальше. 9 апреля в ущелье по дороге в Гьянгдзе состоялась вторая битва. Тибетцы перекрыли проход в узком месте и установили пушки. Однако тибетцы начали стрелять преждевременно, когда англичане немного не дошли до зоны обстрела. Британцы послали отряд сикхов обойти тибетцев с холма. Наступила снежная буря, и в условиях отсутствия видимости тибетцы около часа обстреливали из пушек пустое место. За три часа сикхи взобрались на холмы и атаковали тибетцев, в то же время англичане начали обстрел снизу. Тибетцы потеряли 150 человек убитыми и вынуждены были отвести войско.

### Взятие Гьянгдзе, осада англичан и штурм дзонга

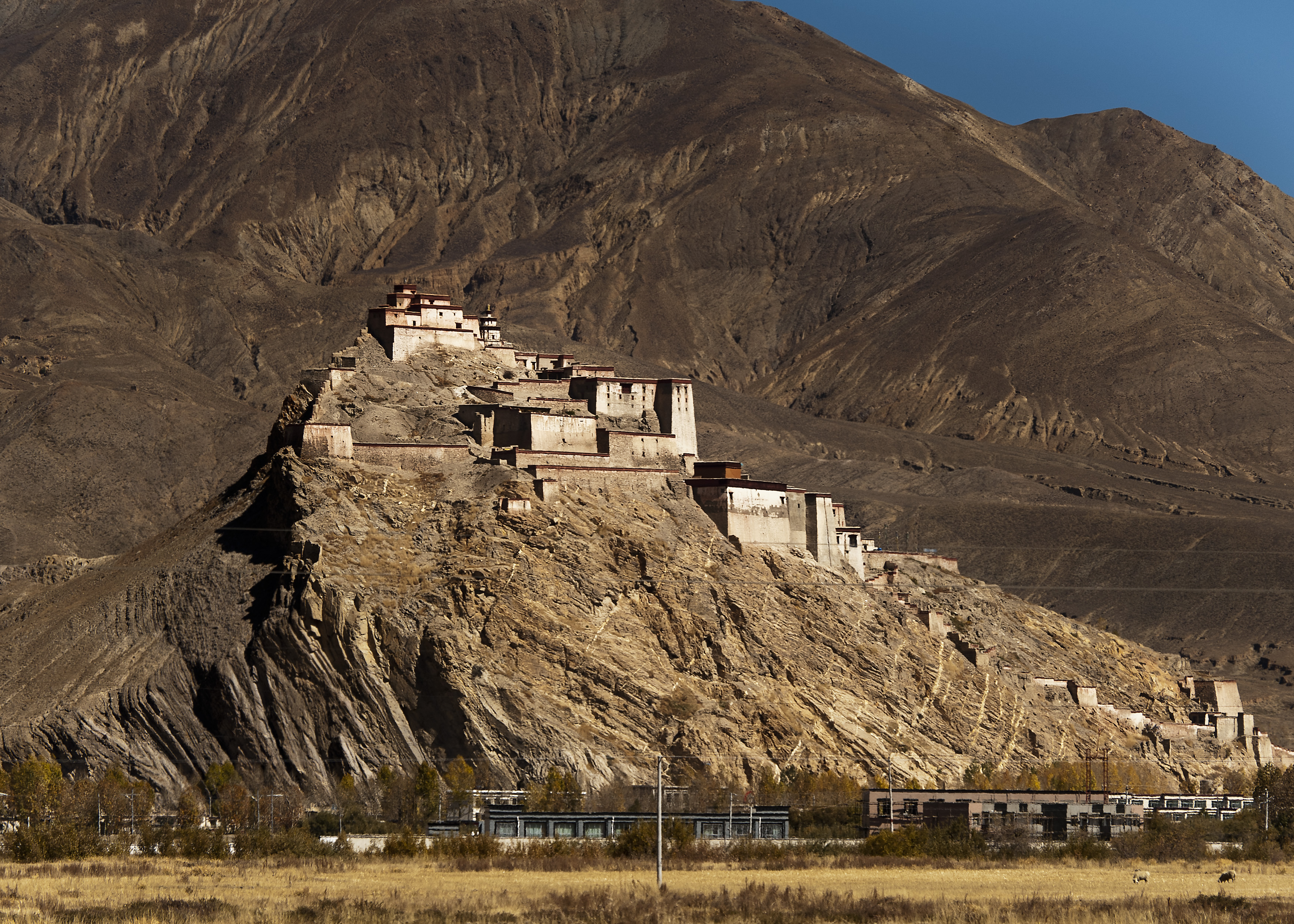
Дзонг Гьянгдзе

Британский отряд продолжал движение и подошёл к Гьянгдзе. В городе не было войск, англичане свободно расположились, уничтожив огромные запасы пороха и конфисковав полные хранилища зерна. Дзонг был специально повреждён, а лагерь был организован на небольшом отдалении от города. Солдаты за индийские рупии покупали провиант и товары у местного населения по ценам, которые по сравнению с индийскими были очень низкие.
Часть войска было отведено назад для организации тылового обеспечения. В начале мая бо́льшая часть оставшегося отряда с пулемётами продвинулась вперёд на перевал Каро-ла по дороге на Лхасу, где позднее состоялось сражение, трудное, но успешное для англичан.
Перед рассветом 4 мая тибетцы внезапно собрали большие силы и окружили лагерь, открыв огонь из ружей и пушки. Англичанам помог быстро проснуться и собраться боевой клич, они сгруппировались и организовали отпор. У англичан не было пулемётов, которые были отведены на Каро-ла. Тибетцы укрепились в дзонге, который спешно отремонтировали, со всех сторон к ним подходило подкрепление, и они вели регулярный, но дальний обстрел английского гарнизона. Британцам удалось оповестить передовой отряд, который скоро вернулся.
С этого момента началась осада английского лагеря, которая длилась два месяца. Тибетцами ситуация воспринималась уже как война, а не как дипломатическая миссия под прикрытием военного отряда. Немногочисленные китайские чиновники старались не вступать в явный конфликт с англичанами, окопавшимися в условиях постоянных обстрелов. Через некоторое время тибетцы установили большую пушку, за которой англичане следили из биноклей и по тревоге скрывались в убежище перед каждым предполагаемым выстрелом. Стычки стали регулярными, хотя потери после битв и вылазок со стороны тибетцев были большие, англичане тоже несли потери. Британцы стали стягивать подкрепления, увеличив численность до 4600 человек.
Англичане стали предпринимать зачистки деревень и монастырей вокруг Гьянгдзе, выбивая оттуда вооружённые отряды. Тибетцы постепенно сосредотачивали силы, доведя количество солдат до 16 000. 28 июня под проливным дождём британцами был взят монастырь Цечен в пяти милях от Гьянгдзе, который обороняло 1200 тибетских солдат, понёсших большие потери.
Тибетцы запросили перемирия. 30 июня был день прекращения огня, а 2 июля мирная делегация прибыла к англичанам для переговоров. Посредником выступал Тонгса-пенлоп (будущий король Бутана Угьен Вангчук), который состоял в переписке с Далай-ламой и мог сопоставить позиции обеих сторон. С тибетской стороны переговоры вели четыре министра, премьер-министр находился на пути из Лхасы. Англичане признали, что делегация не уполномочена принимать решений, и выставили требование эвакуировать дзонг за короткое время. Тибетцы, несмотря на советы Тонгса-пенлопа, оценили английский отряд как малочисленный и приняли решение укреплять дзонг и надеяться на толщину стен.
7 июля англичане начали штурм дзонга. Стены крепости оказались крепче, чем планировалось, и укрепление было взято с большими трудностями, чем ожидалось. Несмотря на ожесточённость сражения, в котором тибетцы яростно защищались, англичане понесли мало потерь из-за тщательной планировки операции генералом Макдональдом.
После битвы жители стали покидать город, унося всё ценное в сторону Шигадзе, монастыри также стали эвакуироваться. Англичане старались не допустить мародёрства.

### Продвижение до Лхасы

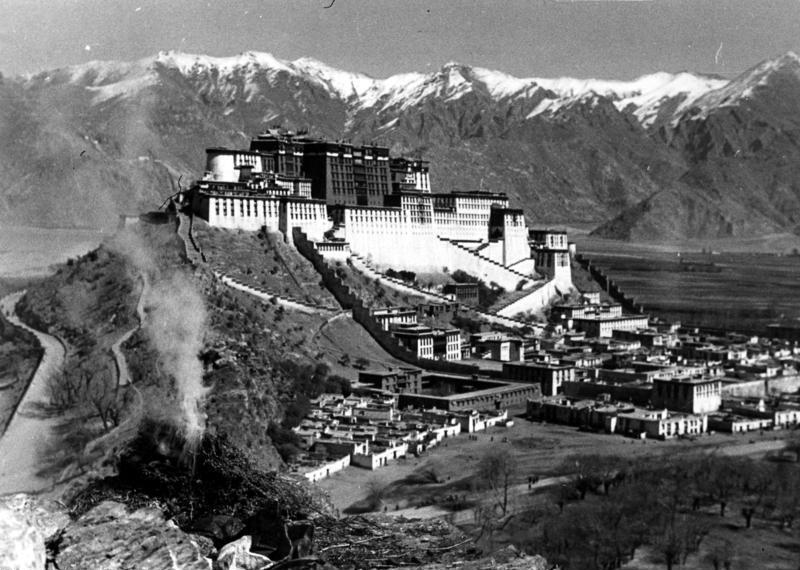
Дворец Потала

Затем отряд возобновил наступление, с боями продвигаясь на север. Серьёзное сражение произошло на перевале Каро-ла, который был взят с помощью продуманного плана. Погибло около 300 тибетцев, многие рассеялись, поднявшись высоко на снежники. После этого сражения практически не было серьёзных столкновений.
31 июля отряд переправился на паромах через Брахмапутру и 3 августа подошёл к Лхасе, разбив лагерь к северу от города. Далай-лама XIII бежал в Монголию, поэтому Янгхазбенд вступил в переговоры с маньчжурским резидентом (амбанем). Тибетские же министры просили войска не вступать в Лхасу. Дипломатический тупик был разрешён при содействии амбаня, который 4 августа пригласил командование британцев в свою резиденцию. Английские офицеры в сопровождении небольшого отряда и почётного китайского эскорта проследовала через город ко дворцу амбаня.
Около месяца проходила подготовка к заключению договора. В отсутствие Далай-ламы переговоры велись с Ти-Римпоче (регентом и высшим министром). По ходатайству маньчжурского амбаня высшим офицерам позволили (без оружия) посетить крупнейшие дворцы и храмы Лхасы, в том числе Джокханг и Поталу.
При содействии амбаня и посредничестве Тонгса-пенлопа британская миссия смогла склонить тибетские власти к подписанию 7 сентября 1904 года мирного договора.

## Лхасский договор 1904 года
Суть заключённого 7 сентября договора сводилась к следующему:
- Тибетцы признавали англо-китайское соглашение 1890 года о границе между Сиккимом и Тибетом.
- Тибетцы обязались исполнять условия англо-китайского договора 1893 года; обеспечивалась свобода индо-тибетской торговли. Великобритания получала право вести беспошлинную торговлю в городах Ятунг, Гарток и Гьянтзе.
- Без согласия Великобритании тибетские сановники не должны были допускать в Тибет представителей других держав[2].
- Тибет выплачивал контрибуцию в 7,5 млн рупий в течение 75 лет.
- В обеспечение этой выплаты англичане временно занимали долину Чумби.

## Последствия
Факт британской агрессии имел негативные последствия для тибетского самосознания и дальнейшего политического существования тибетского государства. Агрессия британцев привела к активизации империи Цин, опасавшейся британцев и русских. Пытаясь создать впечатление о своём контроле над регионом, в 1906 году британцы организовали ещё одну (мирную) миссию в Тибет. В 1907 году русские и британские отношения к Тибету были урегулированы англо-русским соглашением, по которому обе стороны признавали сюзеренитет империи Цин над Тибетом. В дальнейшем это заложило основы претензий Китая на господство над Тибетом, так как Китайская Республика претендовала на всё наследие империи Цин.
В 1910 году Тибет оккупировали войска империи Цин. Это вызвало бегство Далай-ламы в Индию под защиту англичан. Цинские войска были вынуждены покинуть регион в 1913 году из-за революционных событий в империи Цин, и Далай-лама XIII провозгласил независимость Тибета.
После ухода Великобритании из Индии, пользуясь усилением СССР после Второй мировой войны и благодаря военно-технической и политической поддержке, оказанной КНР со стороны СССР, китайские власти предприняли последовательные шаги по ликвидации независимости Тибета, начиная с вооружённой оккупации в 1950—1951 годах, именуемой «мирным освобождением Тибета», подразумевая освобождение от «международного империализма».